# Andrée van Es

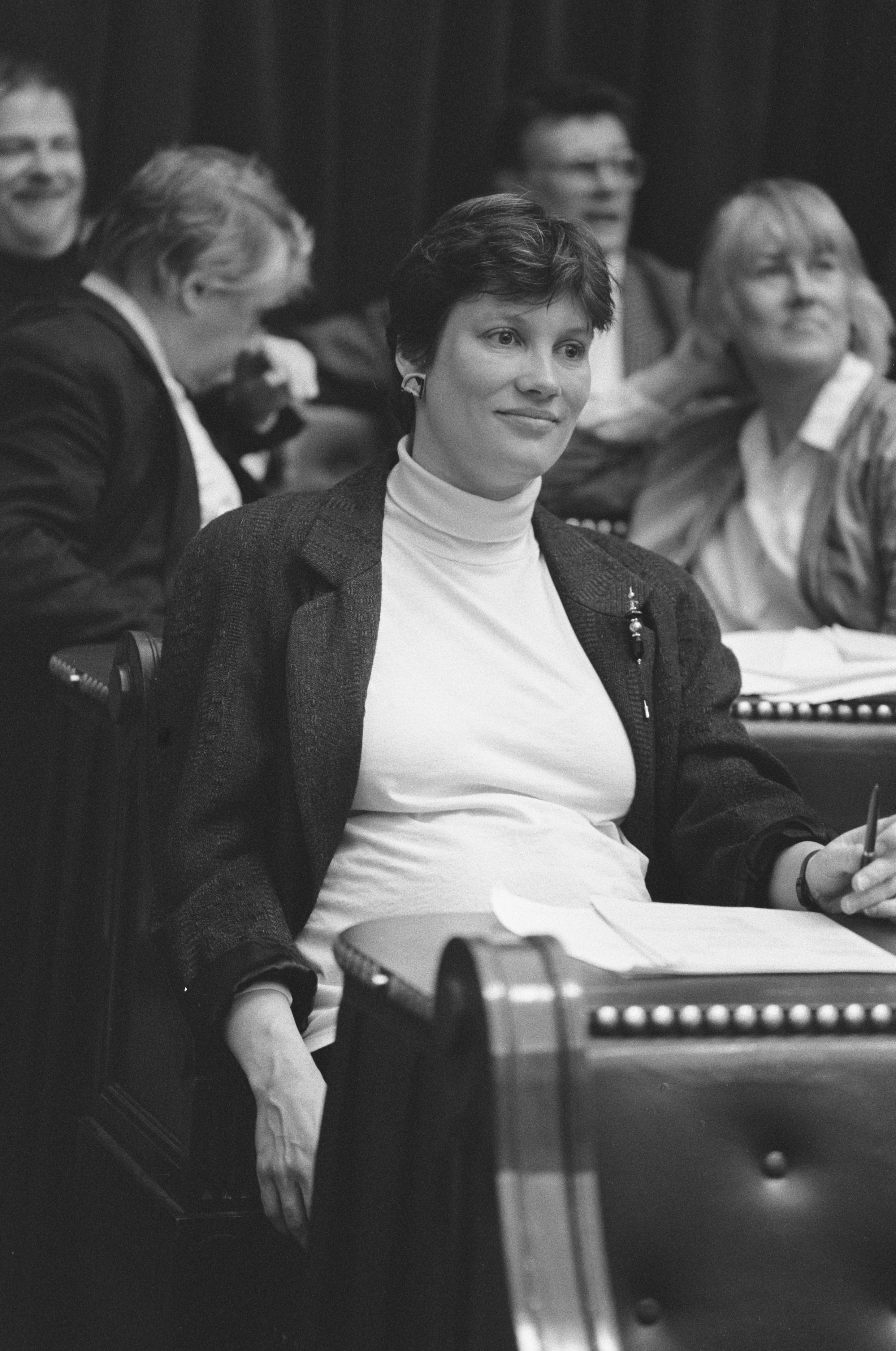
Zwangere Andrée van Es in Tweede Kamer. Achter haar met de klok mee de PvdA'ers Ien Dales, Jan Schaefer, Aad Kosto en Elske ter Veld. (1988)

Andrée Christine van Es (Den Haag, 26 januari 1953) is een Nederlands politica. Van 1985 tot 1989 was zij partijleider van de Pacifistisch Socialistische Partij (PSP). Van 1981 tot 1990 was Van Es lid van de Tweede Kamer der Staten-Generaal. Tussen 2010 en 2014 was ze wethouder in Amsterdam voor GroenLinks, de partij waar de PSP in 1990 in opging.

## Loopbaan
Van Es studeerde Spaanse taal- en letterkunde (niet afgemaakt) en bestuurswetenschappen aan de Universiteit Utrecht (toen nog Rijksuniversiteit Utrecht). Zij begon haar politieke carrière in 1975, als parttime fractiemedewerker voor de Tweede Kamerfractie van de PSP, portefeuille Justitie, Binnenlandse Zaken en Volkshuisvesting. Voor deze functie werd zij aanbevolen door Geert Mak, destijds docent Staatsrecht aan de Rijksuniversiteit Utrecht. Hij had Van Es leren kennen tijdens de colleges Vreemdelingenrecht, waarbij ze opviel door haar inzet voor uitgeprocedeerde asielzoekers.
Bij de Tweede Kamerverkiezingen van 1981 werd ze gekozen in het parlement. Vanaf 1985 was ze fractievoorzitter van de partij, die na de verkiezingen van 1986 met nog slechts één lid in de Tweede Kamer vertegenwoordigd was. In 1985 trad Fred van der Spek uit de PSP toen niet hij maar Van Es door het partijcongres — met een nipte meerderheid — verkozen werd tot lijsttrekker van de PSP. Bij de verkiezingen van 1989 vormde de PSP samen met de CPN, de PPR en de EVP één lijst, onder de naam Groen Links. Op 7 november 1990, kort na de formele oprichting van GroenLinks, trad Van Es terug uit de politiek, om 'nieuwe Groen Links-gezichten een kans te geven' en omdat ze het moederschap moeilijk te combineren vond met een politieke loopbaan. Ze werd als Kamerlid opgevolgd door Leoni Sipkes.
Na haar politieke carrière was ze onder meer werkzaam bij de omroeporganisaties VPRO en NOS. Ze was directeur van politiek-cultureel centrum De Balie in Amsterdam en voorzitter van GGZ Nederland (van 2002 tot november 2007). In 2001 werd ze op verzoek van het kabinet ingeschakeld bij de inburgering van Máxima Zorreguieta, de op dat moment toekomstige echtgenote van prins Willem-Alexander. Van november 2002 tot april 2004 was Van Es lid van de commissie-Dijkstal, die onderzoek deed naar de beloning en rechtspositie van politici en topambtenaren. Vanaf 19 november 2007 bekleedde de oud-PSP'er de functie van directeur-generaal Bestuur en Koninkrijksrelaties van het ministerie van Binnenlandse Zaken en Koninkrijksrelaties.
Van mei 2010 tot juni 2014 was Van Es wethouder voor GroenLinks in Amsterdam. Ze beheerde de portefeuilles Werk, Inkomen en Participatie, Diversiteit en Integratie, Inburgering en Bestuurlijk stelsel. Ook was ze locoburgemeester.
Van Es was lijstduwer voor GroenLinks bij de parlementsverkiezingen in september 2012. Zij had aangegeven in de Tweede Kamer plaats te nemen als zij voldoende stemmen zou krijgen, maar werd niet gekozen.
Van Es stapte op 10 oktober 2012 per direct op als voorzitter van de commissie die namens GroenLinks onderzoek deed naar de verkiezingsnederlaag bij de parlementsverkiezingen van september 2012. Zij trad af om de objectiviteit van de commissie te waarborgen. Nadat Van Es het voorzitterschap aanvaardde, had zij namelijk al in een persoonlijk gesprek aan fractievoorzitter en partijleider Jolande Sap en partijvoorzitter Heleen Weening laten weten dat de twee hadden moeten opstappen.
Van Es was lid van het Nationaal Comité Inhuldiging, dat de feestelijkheden rond de inhuldiging van Willem-Alexander tot koning op 30 april 2013 coördineerde.
Van september 2014 tot september 2019 was zij voorzitter van de Nederlandse Nationale Unesco Commissie.
Op 24 maart 2015 werd Van Es benoemd tot "onafhankelijk ketenadviseur" met als opdracht de betalingsproblemen rond de persoonsgebonden budgetten (PGB's) op te lossen.
De inhoud van de opdracht van Van Es is beschreven in een Kamerbrief "Voortgang trekkingsrecht pgb" van 24 maart 2015.

## Persoonlijk
Van Es is moeder van een zoon, geboren in 1988. Zijn vader, Joe Simmons (1951-2003), kwam oorspronkelijk uit Curaçao (Willemstad). Van Es was wegens haar zwangerschap enige tijd niet op haar plek in de Tweede Kamer tijdens haar fractievoorzitterschap, maar gaf haar zetel niet op, omdat ze er door de heersende richtingenstrijd in de PSP geen vertrouwen in had dat die zetel naderhand aan haar teruggegeven zou worden.
Van Es trouwde op 1 november 1996 met collega-politicus Maarten van Traa. Ze hadden sinds 1990 een relatie. Van Traa kwam in oktober 1997 om het leven bij een auto-ongeval.